# ليفي ماكين
ليفي ماكين (بالإنجليزية: Levi Mackin)‏ هو لاعب كرة قدم بريطاني في مركز الوسط، ولد في 4 أبريل 1986 في تشستر في المملكة المتحدة. لعب مع نادي بانغور سيتي ونادي ريكسهام ونادي ريل ونادي يورك سيتي.

## وصلات خارجية
- ليفي ماكين على موقع قاعدة بيانات كرة القدم.إي يو (الإنجليزية)
- ليفي ماكين على موقع Soccerbase.com (لاعب) (الإنجليزية)
- ليفي ماكين على موقع Soccerway.com (الإنجليزية)